# Без любви (фильм, 1982)
«Без любви» (англ. The Loveless, первоначальное название «Разрушение») — это американский драматический фильм о байкерах-преступниках, снятый и написанный Кэтрин Бигелоу и Монти Монтгомери в полнометражном режиссёрском дебюте Бигелоу в 1981 году. Это независимый фильм, в котором снимались Уиллем Дефо и музыкант Роберт Гордон, который также написал музыку к фильму.
Фильм сравнивают с культовым фильмом «Дикарь».

## Сюжет
В фильме показан один день из жизни банды мотоциклистов, путешествующих по стране. У одного из них ломается мотоцикл в маленьком южном городке. Поездку приходится приостановить.

## В ролях
- Уиллем Дефо — Вэнс
- Роберт Гордон — Дэвис